# Epoicocladius ephemerae
Epoicocladius ephemerae är en tvåvingeart som först beskrevs av Jean-Jacques Kieffer 1924.  Epoicocladius ephemerae ingår i släktet Epoicocladius, och familjen fjädermyggor. Arten är reproducerande i Sverige.